# Odontocera subtilis
Odontocera subtilis là một loài bọ cánh cứng trong họ Cerambycidae.